# Taenaris pallida
Taenaris pallida är en fjärilsart som beskrevs av Hans Fruhstorfer 1905. Taenaris pallida ingår i släktet Taenaris och familjen praktfjärilar. Inga underarter finns listade i Catalogue of Life.